# Maglena duga
Maglena duga, koja se ponekad naziva i bijela duga, slična je optička pojava kao i duga; međutim, kako joj samo ime govori, izgleda kao luk u magli, a ne u kiši. Zbog vrlo male veličine kapljica vode koje uzrokuju maglu - manju od 0.05 millimetara (0.0020 inč.) - maglena duga ima samo vrlo slabe boje, s crvenim vanjskim rubom i plavkastim unutarnjim rubom.

U mnogim slučajevima, kada su kapljice vrlo male, maglene duge izgledaju bijele i zato se ponekad nazivaju bijelim dugama. Zajedno s većom kutnom veličinom, ovaj nedostatak boje značajka je maglene duge koja se pritom razlikuje od glorije koja ima više blijedo obojenih prstenova uzrokovanih difrakcijom. Kad su kapljice koje ju tvore gotovo iste veličine, maglena duga može imati više unutarnjih prstenova koji su jače obojeni od glavnog luka. Prema NASA-i:
Nedostatak boja maglene duge uzrokovan je manjim kapima vode ... toliko mala da valna duljina svjetlosti postaje važna. Difrakcija razmazuje boje koje bi stvorile veće dugine kapi vode ...

## Smjer
Maglena duga vidi se u istom smjeru kao i duga, tako da bi Sunce bilo iza glave promatrača, a smjer gledanja bio bi prema rubu magle (što se možda neće primijetiti u smjerovima dalje od samog luka). Vanjski je polumjer nešto manji od duge.
Kad se noću pojavi maglena duga, onda se ona naziva mjesečeva maglena duga.